# 633
Cette page concerne l'année 633  du calendrier julien. Pour l'année 633 av. J.-C., voir 633 av. J.-C.
L'année 633 est une année commune qui commence un vendredi.

## Événements

### Asie
- Le roi du Tibet Songtsen Gampo établit sa capitale à Lhassa[1].

### Proche-Orient
- Fin avril/début mai : victoire des Arabes de Khalid sur les Perses à Oullaïs, sur l’Euphrate[2].
- Fin mai/début juin : les musulmans font le siège d'Al-Hira, qui capitule[2].
- 3 juin : traité de réconciliation en 9 articles entre les catholiques et les monophysites rédigée par le patriarche d’Alexandrie Cyr[3] ; après les réserves de Sophrone de Jérusalem le patriarche de Constantinople Sergius publie le Pséphos (« Décret ») qui interdit le débat sur la nature du Christ[4].
- Septembre : Khalid marche vers le nord et s'empare de la ville fortifiée de Anrab[2].

- Décembre : l'armée musulmane de Khalid retourne dans le désert assurer ses lignes de communication menacées par les tribus arabes du nord épargnées lors de la bataille de Oullaïs[2].

### Europe
- 12 octobre : Edwin de Northumbrie est battu et tué par Penda de Mercie à la bataille de Hatfield Chase[5]. Réaction païenne en Essex et en Northumbrie. Le nouveau roi Oswald (602-642) est menacé à son avènement par un soulèvement de certains de ses sujets, dont des Bretons attachés au christianisme irlandais. Après sa conversion en 634, il accorde à ce dernier toute sa faveur[6].
- 5 décembre[7] : Isidore de Séville préside le quatrième concile de Tolède qui décrète l’union de l’Église et de l’État, la création d’écoles épiscopales dans chaque diocèse et l’unification des pratiques liturgiques. L’Église espagnole proclame l’électivité des rois par elle et les Grands et introduit le sacre. Le concile promulgue également des canons anti-judaïques.

- Fondation du royaume breton de Strathclyde avec Dumbarton comme capitale[8].
- Accord de Dagobert avec les Saxons pour qu'ils l'aident à protéger ses frontières face aux Slaves de Samo. Les Saxons proposent à Dagobert de protéger le royaume en échange de la rémission de leur tribut de cinq cents vaches[9].
- Dagobert épouse Nantilde après avoir répudié Gomatrude[10].

## Décès en 633
- 12 octobre : Edwin, roi de Northumbrie depuis 616[11].
- Swinthila, roi des Wisigoths de 621 à 631 (déposé).